# جايمي غاما
جايمي غاما (بالبرتغالية: Jaime Gama‏) هو صحفي وسياسي برتغالي، ولد في 8 يونيو 1947 في بونتا ديلغادا في البرتغال. حزبياً، نشط في الحزب الاشتراكي (البرتغال).

## مناصب
- انتخب عضو مجلس الجمهورية  [لغات أخرى]‏ خلال فترته النيابية [الإنجليزية]‏.
- انتخب وزير الدفاع الوطني (29 مايو 1999 – 25 أكتوبر 1999).
- انتخب وزير الداخلية البرتغالي ‏ (27 فبراير 1978 – 29 أغسطس 1978).
- انتخب وزير الخارجية  [لغات أخرى]‏ (9 يونيو 1983 – 6 نوفمبر 1985).
- انتخب نائب في الجمعية التأسيسية.
- انتخب وزير الخارجية  [لغات أخرى]‏ (28 أكتوبر 1995 – 6 أبريل 2002).

## وصلات خارجية
- جايمي غاما على موقع مونزينجر (الألمانية)

- الموقع الرسمي